# Donald Strachan
Pour les articles homonymes, voir Strachan.
Donald Strachan, né en 1909 à Mexico et mort le 13 janvier 1970 à Princeton, est un joueur de squash représentant les États-Unis. Il est champion des États-Unis en 1935 et 1939, perdant quatre autres finales.

## Biographie
Doté de l'un des meilleurs revers de l'histoire du squash, Donald Strachan a remporté de nombreux tournois, mais ses statistiques déterminantes concernent la longévité : il a disputé la finale d'un tournoi de simple sur invitation majeur au cours de quatre décennies différentes et a atteint la finale du simple national à dix-neuf ans d'intervalle - deux records encore inégalés aujourd'hui. Il est intronisé au temple de la renommée du squash des États-Unis  en 2014.

## Palmarès

### Titres
- Championnats des États-Unis : 2 titres (1935, 1939)